# 許睿安
許睿安（Hsu Jui-an，1996年3月10日—）為台灣撞球運動員，畢業於臺北市立大學，曾獲得2017年夏季世界大學運動會撞球比賽男子9號球單打金牌。

## 略歷
幼稚園開始接觸撞球，國小三年級時被撞球名將柳信美發掘，之後更接受黃國展的指導。2014年前往上海參加世界青少年9號球錦標賽，獲得男子U19組亞軍。2017年在夏季世界大學運動會撞球比賽上連過四關，奪得男子9號球單打金牌。

## 經歷
- 新北市立新莊國民中學 - 臺北市立復興高級中學 - 龍華科技大學 - 臺北市立大學

## 成績
- 2012年WPA世界青少年9號球錦標賽8強
- 2013年全日本錦標賽64強
- 2014年WPA世界青少年9號球錦標賽U19組銀牌
- 2015年WPA世界10號球錦標賽64強
- 2015年北陸公開賽32強
- 2015年全日本錦標賽64強
- 2016年日本公開賽64強
- 2016年全日本錦標賽64強
- 2017年日本公開賽32強
- 2017年夏季世界大學運動會撞球比賽男子9號球單打金牌
- 2017年九里國際9號球錦標賽64強
- 2018年日本公開賽32強
- 2018年全日本錦標賽128強
- 2018年WPA世界9號球錦標賽64強
- 2024年世界撞球錦標賽8號球亞軍

## 外部連結
- Hsu Jui An - Billiard Walker （页面存档备份，存于）